# سید محمدحسین مصباح
سید شاه محمدحسین مصباح (۱۳۱۷–۱۳۵۸) از فیلسوفان و علمای برجسته افغانستان است. وی در ۱۳۵۷ شمسی به دستور نور محمد ترکی رئیس‌جمهور دولت کمونیستی افغانستان، بازداشت و مدتی بعد به قتل رسید.

## زندگی‌نامه
سید شاه محمدحسین مصباح، فرزند «حاجی سید عیسی» در سال ۱۳۱۷ خورشیدی در منطقهٔ ملک خیل درهٔ سنگلاخ ولایت میدان وردک افغانستان در یک خانوادهٔ مذهبی و روحانی دیده به جهان گشود.
وی بعداز کودتای کمونیستی حزب دموکراتیک خلق افغانستان بعد از ظهر روز چهارشنبه چهارم دلو (بهمن ماه) سال ۱۳۵۷ دستگیر و در سن ۴۲ سالگی به قتل رسید.

## آثار
1. ستارهٔ دنباله دار چیست؟
2. بحثی بابیگانگان- امپریالیسم و مسیحیت.
3. بحثی با بیگانگان- صهونیسم و یهودیت.
4. عقیدهٔ مهدویت در اسلام.
5. بندگی و مصلح.
6. طبیعت اولی و ثانوی.
7. سیر رشد تمدن بشری (سخنرانی).
8. آزادی (سخنرانی).
9. کتابخانه در اسلام، ترجمه از مجلهٔ المقتطف مصری.
10. زن در اسلام (نوشته علامه سید محمدحسین طباطبایی، در نشریه سالیانه، چاپ ایران سال ۱۳۳۸، ترجمه سید شاه محمدحسین مصباح سنگلاخی)
11. نقد مغول گرایی یا جنایات مغولیست‌ها در افغانستان (کتاب چاپ نشده در ۸۴ صفحه).
12. نقش روحانیت در جامعه (آخرین سخنرانی در مسجد و مدرسه محمدیه به ضمیمه زندگینامه)، تدوین، چاپ و انتشار در سال ۱۳۶۵ توسط سید محمد باقر مصباح زاده.
13. کتاب «اصول فلسفهٔ استعمار» که در پانزده شعبان المعظم سال ۱۳۹۴ هجری قمری تألیف آن به پایان رسیده و چاپ نشده‌است.

## پی‌نوشت‌ها
1. ↑  http://www.ofoghhowze.ir/news/نمایش+اخبار/404764/حجت‌الاسلام+سید+محمد+حسین+مصباح+سنگلاخی%5Bپیوند+مرده%5D
2. ↑  http://www.payam-aftab.com/fa/doc/news/33131/
3. ↑  http://www.payam-aftab.com/fa/doc/news/33131/